# Dosarul „Colectiv”
Dosarul „Colectiv” este o anchetă penală deschisă de procurori în urma incendiului din clubul Colectiv care a avut loc în seara zilei de 30 octombrie 2015. În decembrie 2015 au fost deschise trei fronturi penale în urma  tragediei care a dus la decesul a 65 de persoane și spitalizarea altor peste 100. La zece zile de la deschiderea anchetei, dosarul cuprindea 29 de volume.

## Desfășurare
Procurorii Parchetul instanței supreme au ridicat pe 1 noiembrie 2015 mai multe documente de la Primăria Sectorului 4 și de la Inspectoratul Teritorial de Muncă. De la ITM au fost ridicate documente privind formele de angajare ale salariaților clubului, iar de la primărie documente privind autorizarea funcționării clubului.
Parchetul de pe lângă Înalta Curte de Casație și Justiție (PICCJ) a anunțat, într-un comunicat, că prin ordonanța din data de 31 octombrie 2015, procurori ai Parchetului de pe lângă Tribunalul București, fiind sesizați cu privire la faptul că în incinta Clubului Colectiv a avut loc un incendiu în urma căruia au murit mai multe persoane, iar altele au suferit vătămări corporale, au dispus începerea urmăririi penale cu privire la săvârșirea infracțiunilor de omor calificat și distrugere calificată, în vederea stabilirii circumstanțelor și împrejurărilor săvârșirii faptelor.
„ Din datele și probele administrate ulterior a rezultat că incendiul s-a produs ca urmare a faptului că persoanele care aveau în administrare spațiul respectiv au încurajat și permis accesul unui număr de persoane mult peste limita admisă a clubului, în condițiile în care spațiul nu era prevăzut cu mai multe căi de evacuare în caz de urgență, precum și desfășurarea unui spectacol cu efecte pirotehnice (foc de artificii) în incinta acoperită a clubului, în condițiile amenajării interioare improprii unor astfel de activități, caracterizate prin existența unor materiale ușor inflamabile, montate cu încălcarea dispozițiilor legale și pentru evitarea costurilor suplimentare (obiecte de decor și pentru izolare fonică pe stâlpii de susținere, pereți si tavan, respectiv perete antifonat), cu consecința morții și vătămării corporale a mai multor persoane aflate în club. ”— comunicatul PICCJ 
Cei 3 patroni ai Clubului Colectiv, Alin Anastasescu, Paul Gancea și Costin Mincu, au fost arestați, marți, 3 noiembrie 2015, pentru 30 de zile, prin decizia Judecătoriei Sectorului 4 București. Ei fusesera reținuți luni, 2 noiembrie 2015, pentru 24 de ore, de procurorii Parchetului instanței supreme, fiind acuzați de ucidere și vătămare corporală din culpă, în dosarul privind incendiul din clubul Colectiv.  Ei sunt acuzați de Judecătoria Sectorului 4 că au încurajat și permis accesul unui număr de persoane mult peste limita admisă a clubului, în condițiile în care spațiul nu era prevăzut cu mai multe căi de evacuare în caz de urgență, precum și pentru desfășurarea unui spectacol cu efecte pirotehnice în incinta clubului, în condițiile amenajării interioare improprii a clubului pentru astfel de activități, caracterizate prin existența unor materiale ușor inflamabile (obiecte de decor și pentru izolare fonică pe stâlpii de susținere, pereți și tavan, respectiv perete antifonat), montate cu încălcarea dispozițiilor legale și pentru evitarea costurilor suplimentare, cu consecințe grave ca moartea și vătămarea corporală a mai multor persoane aflate în club.
Tribunalul București a decis, sâmbătă, 7 noiembrie, arestarea preventivă în dosarul instrumentat de DNA privind autorizarea clubului Colectiv a fostului primar Cristian Popescu Piedone și a 2 angajate de la Primăria Sectorului 4 - Aurelia Iofciu, șefa Serviciului autorizări comerciale, și Luminița Larisa Ganea, angajată la același serviciu. Cristian Popescu Piedone, în calitate de primar al Sectorului 4, a încălcat dispozițiile legale privind apărarea împotriva incendiilor atunci când a emis acordul de funcționare 3909/14.01.2015 și autorizația de funcționare 369/14.01.2015 necesare desfășurării activității de către SC Colective Club SRL, la punctul de lucru din strada Tăbăcarilor nr 7, sector 4 București. Aurelia Iofciu și Luminița Larisa Ganea sunt acuzate că l-au sprijinit pe primarul Sectorului 4 în emiterea celor 2 acte, cu încălcarea dispozițiilor legale și prin atestarea unor împrejurări necorespunzătoare adevărului,  în sensul că Luminița Larisa Ganea a întocmit aceste două acte, iar Aurelia Iofciu le-a avizat.
Judecătoria Sectorului 4 a decis, sâmbătă, 7 noiembrie 2015, arestarea preventivă pentru 30 de zile a Danielei Ioana Niță, administratorul firmei Golden Ideas Fireworks Artists, a fratelui acesteia, care este directorului firmei, Cristian Niță, și a pirotehnicianului Viorel Zaharia, angajat al firmei Golden Ideas Fireworks Artists. Această firma a furnizat artificiile din clubul Colectiv. Pirotehnicianul Viorel Zaharia este acuzat de ucidere din culpă, el a instalat efectele pirotehnice (artificiile) în clubul Colectiv, fără a respecta măsurile de siguranță și prevederile legale în acest sens. Patronii firmei, Daniela Niță și Cristian Niță sunt cercetați pentru favorizarea făptuitorului și sustragerea sau distrugerea de probe sau de înscrisuri, ce constituie probe, pentru a împiedica sau îngreuna cercetările în cauză.  Artificiile din clubul Colectiv au fost instalate de doi pirotehniști autorizați angajați ai firmei Golden Ideas Fireworks Artists SRL, Viorel Zaharia și Marian Moise. Marian Moise s-a aflat în club în momentul izbucnirii incendiului și a suferit arsuri grave, fiind internat la un spital din Belgia.
După ce au fost reținuți de procurorii DNA în ziua de luni, 9 noiembrie, fiind acuzați de abuz în serviciu, judecătorii de la Tribunalul Militar București au decis marți, 10 noiembrie, arestarea preventivă pentru 30 de zile a lui George Matei Petrică, inspector în cadrul Inspectoratului pentru Situații de Urgență (ISU) București, pus sub acuzare de DNA în dosarul incendiului din clubul Colectiv, și au respins cererea DNA de arestare preventivă a celui de-al doilea inspector, Antonina Radu, urmând ca ea să stea în arest la domiciliu. Cei doi erau angajați ai ISU, cu gradul de căpitan.

## Persoane arestate
Până în ziua de 11 noiembrie, 11 persoane implicate au fost arestate pentru 30 de zile, din care 3 au fost puse în libertate pe 11 noiembrie 2015:
1. Alin Anastasescu, acționarul principal al Colectiv Club SRL, firma care deține clubul Colectiv, arestat preventiv din 3 noiembrie 2015
2. Paul Cătălin Gancea, acționar al Colectiv Club SRL, arestat preventiv din 3 noiembrie 2015
3. Costin Mincu, acționar al Colectiv Club SRL, arestat preventiv din 3 noiembrie 2015
4. Cristian Popescu Piedone, primarul demisionar al Sectorului 4, arestat preventiv din 7 noiembrie 2015, pus în libertate pe 11 noiembrie 2015
5. Aurelia Iofciu, șefa Serviciului autorizări comerciale din Primăria Sectorului 4, arestată preventiv din 7 noiembrie 2015, pusă în libertate pe 11 noiembrie 2015
6. Luminița Larisa Ganea, angajată la Serviciul autorizări comerciale din Primăria Sectorului 4, arestată preventiv din 7 noiembrie 2015, pusă în libertate pe 11 noiembrie 2015
7. Daniela Ioana Niță, administratorul firmei Golden Ideas Fireworks Artists SRL, firmă care a furnizat artificiile din clubul Colectiv, arestată preventiv din 7 noiembrie 2015
8. Cristian Niță, directorului firmei Golden Ideas Fireworks Artists SRL, arestat preventiv din 7 noiembrie 2015
9. Viorel Zaharia, pirotehnician, angajat al firmei Golden Ideas Fireworks Artists SRL, arestat preventiv din 7 noiembrie 2015
10. George Matei Petrică, inspector în cadrul ISU București cu gradul de căpitan, arestat preventiv din 10 noiembrie 2015
11. Antonina Radu, inspector în cadrul ISU București cu gradul de căpitan, arestată la domiciliu din 10 noiembrie 2015

## Legături externe
Ultimele știri din presa românească despre „Dosarul Colectiv” la Newskeeper